# Mariana Bitang
Mariana Bitang est une entraîneuse de gymnastique roumaine, née le 3 août 1962 à Râmnicu Sărat.
Avec Octavian Bellu, elle a entraîné l'équipe roumaine de gymnastique artistique féminine qui a notamment remporté cinq titres consécutifs de championnes du monde de 1994 à 2001, ainsi que deux titres olympiques en 2000 et 2004.
Elle a arrêté son activité de coach en 2005. En 2006 et 2007, elle a été conseillère du président roumain Traian Băsescu. Elle a à nouveau pris en charge l'équipe nationale en 2010.
Elle a été distinguée à plusieurs reprises, notamment de l'Ordre de l'Étoile de Roumanie au grade de Grand officier.